# 権田銈次
権田 銈次（ごんだ けいじ、1913年8月17日 - 1978年1月26日） は、日本の実業家。第3代株式会社豊田自動織機製作所（現在の株式会社豊田自動織機）代表取締役社長。
勲章は勲三等旭日中綬章（旭日章）、藍綬褒章（褒章）、チェコスロバキア功労銀章。繊維不況の中、繊維機械一筋できて苦境にあった豊田自動織機を経営の多角化により建て直し現在の豊田自動織機の礎を築いた。

## 来歴・人物
1913年(大正2年)8月17日、愛知県碧海郡小垣江（現在の刈谷市）生まれ。1932年3月　愛知県岡崎市立商業学校（現在の愛知県立岡崎商業高等学校）卒業。家は米屋で、9人兄妹の次男。曾祖父は、名古屋医学校（現在の名古屋大学医学部）創立に中心的に携わった権田錘 御用医師。
戦前戦中を通して軍事化時代、まだトヨタグループの創生期時代、グループの発祥となった豊田自動織機製作所にあって経理・人事・営業等の業務で艱難を切り開くなど早くから無類の偉才を発揮。1949年（昭和24年）に取締役に、1954年（昭和29年）常務取締役（代表取締役）に就任。終戦の荒廃の中で、いち早く本来の繊維機械製造に立ち上がり、また1950年代後半、紡織機需要が減退し、繊維機械一筋できて苦境にあった豊田自動織機製作所を産業車両、自動車等経営の多角化、国際化へと転換し経営を建て直した。1956年に誕生したトヨタ産業車両が当時にして世界屈指のブランドに成長したのも権田の先見性、開拓精神、果敢な行動力を大いに拠り所としている。
トヨタの大番頭、石田退三の秘蔵っ子と言われた。1969年（昭和44年）11月石田退三の後を継いで社長に就任。1971年（昭和46年）本格的な事業部制を導入。繊維機械、産業車両等、各事業部の各々の利益責任を明確化した。会社の発展に尽くし経営基盤を確立した。トヨタグループ宗家の社長として、又、トヨタ自動車工業（現在のトヨタ自動車）の監査役をはじめトヨタ紡織、豊田通商など数多くの豊田関係会社の役員を務め、グループのカナメとして発展に尽くした。トヨタグループの権田に対する信頼は絶大なものがあった。一方、関係業界の要職に就任。日本機械輸出組合理事、日本繊維機械協会副会長、日本産業車両協会会長など歴任。業界の発展、協調ひいては日本経済の成長に大きく貢献した。
1978年1月25日、トヨタ産業車両全国代表者会議出席中、体調を崩し、容態急変し1月26日急逝。享年64歳。

## 性格
経営者としてだけでなく人としてその飾らない人柄により誰からも敬愛された。学生の頃から陸上競技をし、球技は万能でスポーツを通じ涵養した剛毅不屈の闘魂を備え、温厚、篤実、義理に厚く人から深く信頼され、誠実な人と評されている。

## 公職
- 社団法人　日本繊維機械協会副会長
- 社団法人　日本産業車両協会会長
- 社団法人　日本繊維機械協会輸出振興対策委員会委員長
- 社団法人　日本繊維機械協会繊維工業構造改善機械委員会委員長
- 東海繊維機械工業会会長
- 通商産業省電子機械工業審議委員
- 貿易会議専門委員
- 日本機械輸出組合理事